# Стародубское (Сахалинская область)
Староду́бское — село в городском округе «Долинский» Сахалинской области России.

## География
Село находится на побережье Охотского моря, на восточном берегу острова Сахалин, на расстоянии 10 км от города Долинск, административного центра округа.

## История
Село возникло в окрестностях айнского первопоселения Сусунай. До 1905 года (когда Южный Сахалин отошёл к Японии) село называлось Дубки. В 1905—1945 годах принадлежало японскому губернаторству Карафуто и называлось Сакаэхама (село) (яп. 栄浜). После освобождения Южного Сахалина СССР селу 15 октября 1947 года селу присвоено наименование Стародубское.

## Население
| 1925 | 1935  | 2002  | 2010  | 2013  | 2021  |
| ---- | ----- | ----- | ----- | ----- | ----- |
| 2353 | ↘1837 | ↗2521 | ↘2341 | ↘2262 | ↘1774 |

### Половой состав
Согласно результатам переписи 2002 года, в селе проживал 2521 человек (1262 мужчины и 1259 женщин).

### Национальный состав
Согласно результатам переписи 2002 года, в национальной структуре населения русские составляли 90 % из 2521 чел.

## Улицы
| - ул. Вокзальная, - ул. Дзержинского, - ул. Заводская, - ул. Заозёрная, - ул. Зелёная, - ул. Комсомольская, - ул. Лесная, | - ул. Лобанова, - ул. Луговая, - ул. Морская, - ул. Мухина, - ул. Набережная, - ул. Невельского, - ул. Рабочая, | - ул. Речная, - ул. Рыбная, - ул. Советская, - ул. Флотская, - ул. Холодильная, - ул. Чехова, - ул. Школьная. |

## Известные уроженцы
- Михалёв, Владимир Александрович (род. 1987) — российский футболист.

## В культуре и искусстве
Село Сакаэхама известно тем, что с 31 июля по 12 августа 1923 года японский писатель Кэндзи Миядзава совершил поездку с Хоккайдо на Южный Сахалин в поисках души своей умершей от туберкулёза 27 ноября 1922 года в 24 года младшей сестры Тоси Миядзавы, так как он думал, что её душа отправилась на север. 4 августа 1923 года посетил станцию Сакаэхама (ныне — закрытая станция Стародубское) в одноимённом селе, которая в то время была самой северной железнодорожной станцией Японии. Считается, что именно посещение станции Сакаэхама вдохновило его на написание стихотворения на смерть сестры Тоси «Охотская элегия» (オホーツク挽歌), на создание первых набросков литературного сборника «Весна и Асура» (春と修羅, Хару то Сюра) и на начало работы над своим знаменитым произведением о смерти, романом-аллегорией «Ночь на галактической железной дороге» (銀河鉄道の夜, Гинга-тэцудо:-но ёру).